# Tomáš Dvořák
Tomáš Dvořák, född 11 maj 1972 i Zlín i Tjeckoslovakien, är en tjeckisk friidrottare som tävlar i tiokamp.
Dvořáks genombrott kom när han blev silvermedaljör vid inomhus-VM 1995 i sjukamp. Samma år var han i final vid VM i Göteborg och slutade då femma i tiokamp. Under 1996 slutade han på tredje plats vid Olympiska sommarspelen 1996 efter Dan O'Brien och Frank Busemann. 
Vid VM 1997 övertog han O'Briens tron som den bäste mångkamparen i världen när han vann guldet efter en serie på 8 837 poäng. Han följde upp detta med att vinna guld vid VM 1999 denna gång på 8 744 poäng. 
Han var en av favoriterna till guldet vid Olympiska sommarspelen 2000 men slutade på en sjätte plats. Däremot tangerade han O'Briens svit på tre raka VM-guld när han vann i Edmonton 2001 efter en serie på 8904 poäng. 
Efter framgången i Edmonton har han inte nått samma nivåer. Vid EM i München 2002 och vid Olympiska sommarspelen 2004 avbröt han tävlingen och vid VM 2003 slutade han på fjärde plats. Vid VM 2005 blev han åtta och vid EM 2006 blev han tolva. 
Han har även blivit Europamästare inomhus i sjukamp.
Under 1999 slog han O'Briens världsrekord i tiokamp när han noterade 8 994 poäng. Rekordet stod sig i två år tills landsmannen Roman Šebrle slog det vid tävlingar i Götzis till 9 026 poäng.   

## Personliga rekord
- Tiokamp -8 994 poäng